# Lower Dibang Valley
Lower Dibang Valley är ett distrikt i Indien.   Det ligger i delstaten Arunachal Pradesh, i den östra delen av landet, 1 800 km öster om huvudstaden New Delhi.